# Крашић
Крашић је насељено место и седиште општине у Загребачкој жупанији, Република Хрватска.

## Историја
До територијалне реорганизације у Хрватској налазио се у саставу бивше велике општине Јастребарско.

## Становништво
На попису становништва 2011. године, општина Крашић је имала 2.640 становника, од чега у самом Крашићу 616.

## Попис1991.
На попису становништва 1991. године, насељено место Крашић је имало 768 становника, следећег националног састава:
| Попис 1991.‍ | Попис 1991.‍ | Попис 1991.‍ | Попис 1991.‍ | Попис 1991.‍ |
| ----------- | ----------- | ----------- | ----------- | ----------- |
|             |             |             |             |             |
| Хрвати      | Хрвати      |             | 763         | 99,34%      |
| Немци       | Немци       |             | 1           | 0,13%       |
| Словенци    | Словенци    |             | 1           | 0,13%       |
| непознато   | непознато   |             | 3           | 0,39%       |
| укупно: 768 |             |             |             |             |

## Познате личности
- Алојзије Степинац